# ند الشبا
ند الشبا (به عربی: ند الشبا) یک محله در امارات متحده عربی است که در شیخ‌نشین دبی واقع شده‌است.